# PGC 23406
LEDA/PGC 23406 ist eine Galaxie im Sternbild Krebs auf der Ekliptik. Sie ist schätzungsweise 197 Millionen Lichtjahre von der Milchstraße entfernt. Im selben Himmelsareal befinden sich u. a. die Galaxien NGC 2560, NGC 2562,  NGC 2563, NGC 2570.